# Збірна Ірландії з футболу (1882—1950)
Збірна Ірландії з футболу (англ. Ireland national football team) представляла Ірландію у футбольних матчах на Домашньому чемпіонаті Великої Британії та в товариських зустрічах у 1882—1950.
Сучасна збірна Північної Ірландії вважається правонаступницею цієї оригінальної збірної Ірландії і продовжує керуватись Ірландською футбольною асоціацією.

## Історія
Заснована 1882 року, вона стала четвертою найстарішою національною збірною у світі. Керівним органом збірної стала Ірландська футбольна асоціація (ІФА). Збірна виграла Домашній чемпіонат Британії в 1914 році, а в 1903 році розділила перемогу в турнірі зі збірними Англії й Шотландії.
У 1911 році Ірландська футбольна асоціація стала членом ФІФА
Після поділу Ірландії в 1920-ті роки, ІФА контролювала лише футбольні клуби з Північної Ірландії, проте могла викликати в збірну гравців з усіх частин Ірландії. Клуби іншої частини острова контролювала створена 1923 року повністю незалежна Футбольна асоціація Ірландії із власною збірною Республіки Ірландії, яка теж могла викликати під свої прапори футболістів з усієї території острова.
Зростання напруженості у відносинах між футбольними організаціями Британії та ФІФА призвело до виходу всіх британських збірних зі складу останньої в 1928 році. Британські збірні знову повернулися до ФІФА лише 1946 року, в результаті чого Ірландія не брала участі у чемпіонатах світу аж до 1950 року, у кваліфікації до якого відразу чотири футболісти — Редж Раян, Деві Велш, Кон Мартін і Том Ахерн — грали одночасно за дві різні команди.
Такого у ФІФА надалі допустити не могли, тому вже 1950 року організація дозволила ІФА викликати до збірної футболістів лише з території Північної Ірландії, а сама збірна з 1953 року стала називатися збірна Північної Ірландії. Іншу територію острова стала контролювати Футбольна асоціація Ірландії і теж отримала право викликати гравців лише зі своєї частини острова.

## Досягнення
- Домашній чемпіонат Великої Британії
  - Перемога: 1 (1914)
  - Розділена перемога: 1 (1903)
  - Друге місце: 5 (1904, 1926, 1928, 1938, 1947)

## Статистика

### Чемпіонат світу
- 1930, 1934, 1938 — не брала участі
- 1950 — не пройшла кваліфікацію

## Гравці
Найбільше матчів провели:
31 — Елайша Скотт
30 — Олферт Стенфілд
27 — Боб Мілн
26 — Самуель Торранс
25 — Біллі Гіллеспі
25 — Біллі Скотт
24 — Джек Піден
23 — Білл Лейсі
23 — Джек Джонс
21 — Джонні Дарлінг
21 — Берті Фултон
20 — Вел Гарріс